# Antti Tuuri
Antti Elias Tuuri (Kauhava, 1º ottobre 1944) è uno scrittore finlandese, noto per le sue opere che trattano l'Ostrobotnia Meridionale.

## Opere
La serie Äitini-suku racconta le storie dei finlandesi che emigrarono negli Stati Uniti. Ha ricevuto il J. H. Erkko Award nel 1971 per Asioiden suhteet ja Lauantaina illalla, il Premio della letteratura del Consiglio nordico nel 1985 per Pohjanmaa e il Premio Finlandia nel 1997 per il suo romanzo Lakeuden kutsu. Tuuri ha anche tradotto alcune saghe islandesi.
Molti dei suoi romanzi sono stati trasformati in film, tra cui Rukajärven tie noto anche come L'imboscata in italiano, sulla Guerra di continuazione 1941-44 in Carelia, Russia e Talvisota, sulla Guerra d'inverno 1939-1940.